# Aichi E13A
Die Aichi E13A (jap. 零式水上偵察機, rei-shiki suijō teisatsuki, dt. „Typ-0-Aufklärungswasserflugzeug“, alliierter Codename: Jake) war ein einmotoriges japanisches schiffsgestütztes Aufklärungsflugzeug aus dem Zweiten Weltkrieg.

## Geschichte
Die E13A war ein Wasserflugzeug in Tiefdeckerauslegung mit anklappbaren Außentragflächen und zwei großen Schwimmern. Der erste Aufklärungsflug vor dem Angriff auf Pearl Harbor wurde von einer Aichi E13A unternommen.
E13A waren unter anderem auf folgenden Schiffen stationiert: dem Schlachtschiff Haruna, den Kreuzern Atago, Chikuma, Chōkai, Kinugasa, Kumano, Maya, Suzuya, Takao und Tone, und den Seeflugzeugträgern Chitose, Chiyoda und Kimikawa Maru.
Insgesamt wurden ab 1938 bis 1945 1418 E13A1 gebaut.

## Technische Daten

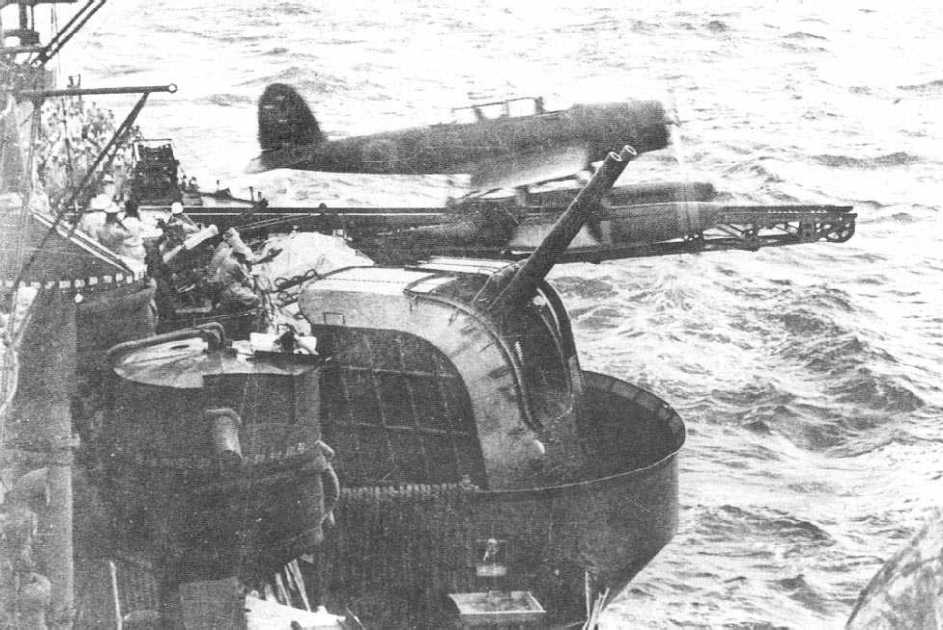
Eine E13A während eines Katapultstarts vom Kreuzer Ashigara 1943

Dreiseitenriss der E13A1

| Kenngröße             | Daten                                                                              |
| --------------------- | ---------------------------------------------------------------------------------- |
| Besatzung             | 3                                                                                  |
| Länge                 | 11,30 m                                                                            |
| Höhe                  | 4,7 m                                                                              |
| Spannweite            | 14,50 m                                                                            |
| Flügelfläche          | 36,0 m²                                                                            |
| Flügelstreckung       | 5,8                                                                                |
| Leermasse             | 2642 kg                                                                            |
| max. Startmasse       | 3640 kg                                                                            |
| Antrieb               | ein Mitsubishi Kinsei 43 mit 795 kW (ca. 1.080 PS)                                 |
| Höchstgeschwindigkeit | 376 km/h                                                                           |
| Dienstgipfelhöhe      | 8730 m                                                                             |
| Reichweite            | 2100 km                                                                            |
| Bewaffnung            | ein bewegliches 7,7-mm-MG Typ 92 im hinteren Cockpit, bis zu 250-kg Bombenzuladung |

## Bilder eines E13A-Wracks
Das Wrack einer Aichi E13A, versunken im Hafen von Kavieng, Neuirland, Papua-Neuguinea

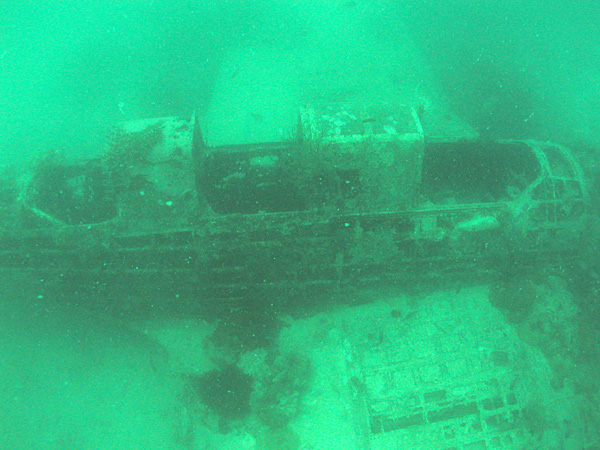
Wrack eines Aichi-E13A-Wasserflugzeugs
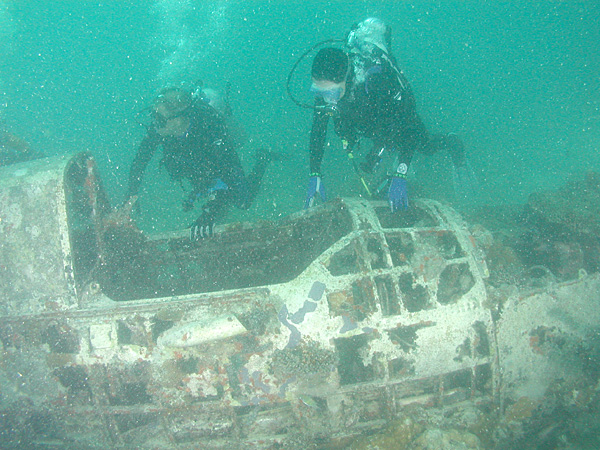
Taucher am Wrack der Aichi E13A
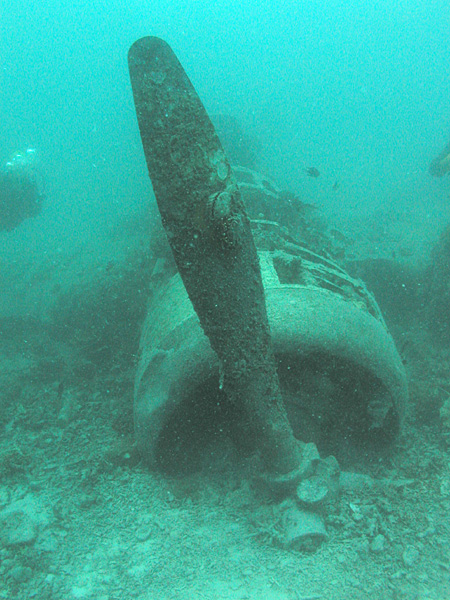
Frontansicht
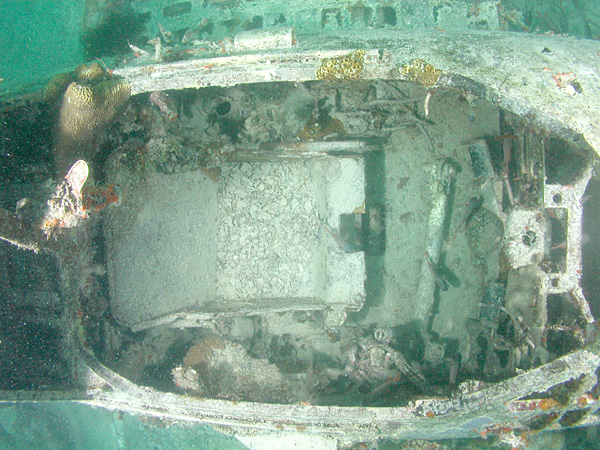
Pilotenkanzel
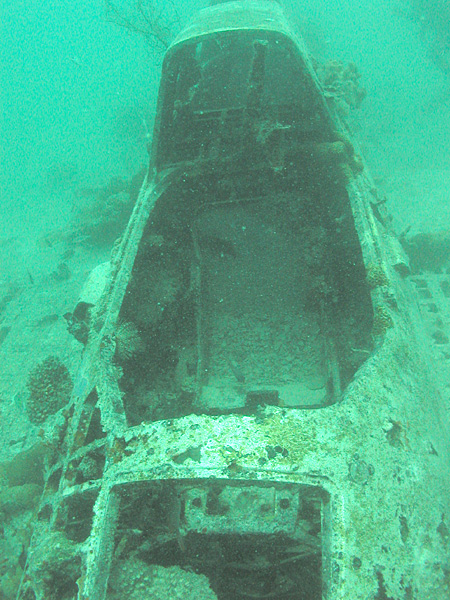
Pilotenkanzel